# Изофлуран
Изофлуран — средство для ингаляционного наркоза. Применяется в сочетании с кислородом, а также с кислородом и закисью азота при помощи специальных наркозных аппаратов. В настоящее время постепенно замещается севофлураном и десфлураном, а также средствами для неингаляционного наркоза.
Наркотизирующий эффект развивается быстро (хирургическая стадия наркоза наступает через 7—10 мин), выход из наркоза после прекращения ингаляции также непродолжителен.
В предварительных испытаниях показана высокая эффективность глубокого наркоза изофлураном при резистентных депрессиях, сходная с эффективностью электросудорожной терапии, но при меньших побочных эффектах

## История
Был синтезирован в 1965 году сотрудником Ohio Medical Laboratories Р. С. Терреллом как изомер энфлурана, проблемы с синтезированием и очисткой изофлурана в сравнении с энфлураном привели к замедлению его опробования и внедрения, препарат был клинически опробован в 1971 году, с 1979 года одобрен ФДА к реализации в США. Препарат поступил в оборот под торговым названием «Форан» (Forane).

## Лекарственное взаимодействие
Потенцирует действие недеполяризующих миорелаксантов.

## Побочные эффекты
Препарат обычно хорошо переносится. Возможно развитие аритмий, снижение артериального давления.

## Противопоказания
При повышенном внутричерепном давлении, а также при злокачественной гипертермии в анамнезе.